# Rivolta di Brixton del 1981
La rivolta di Brixton (in inglese Brixton Riot o Brixton Uprising) fu uno scontro tra la polizia metropolitana e i manifestanti a Lambeth (South London), avvenuto tra il 10 e il 12 aprile 1981. La sommossa principale, dell'11 aprile, soprannominata "sabato nero" (Bloody Saturday) dal TIME, si concluse con almeno 280 feriti per la polizia e 45 per i manifestanti. Più di cento automobili furono date alle fiamme, comprese 56 vetture della polizia; inoltre, almeno 150 edifici furono danneggiati, una trentina bruciati. Alla fine si contarono 82 arresti. The Guardian riportò che agli scontri potrebbero aver partecipato fino a 5000 persone.

## Il Contesto
Brixton è un quartiere di Londra in cui, nel 1981, le misere condizioni economiche e sociali causarono un esteso malcontento popolare. In particolare, la recessione di quell'anno colpì duramente la comunità afro-caraibica, comportando un aumento consistente dei tassi di disoccupazione e criminalità.
Nei mesi precedenti la rivolta, i rapporti tra la polizia e gli abitanti di Lambeth, il borgo londinese di cui fa parte Brixton, andarono peggiorando progressivamente, provocando un aumento della tensione. Nel gennaio del 1981 ci fu un incendio a New Cross e l'indagine di polizia sulle cause dell'incendio fu criticata dagli abitanti, in quanto giudicata inadeguata.
Alcuni attivisti neri, tra cui Darcus Howe, organizzarono una marcia, che si tenne il 2 marzo, cui parteciparono dalle 5000 alle 25000 persone. I manifestanti marciarono per 17 miglia da Deptford fino a Hyde Park e, mentre la maggior parte di essi terminò la manifestazione senza provocare alcun tipo di disordine, altri iniziarono scontri violenti con le varie pattuglie di polizia a Blackfriars. 
Alcune settimane dopo ebbero inizio i primi arresti nei confronti dei manifestanti, con l'accusa di incitamento alla rivolta e istigazione a delinquere; essi furono assolti dopo breve tempo.
Nei primi giorni di aprile la polizia metropolitana iniziò la cosiddetta Operation Swamp 81, un'operazione in borghese volta a ridurre il crimine. Gli agenti di polizia iniziarono a girare in borghese nel quartiere di Brixton e, ricorrendo intensivamente alla sus law, fermarono e perquisirono 1000 persone, arrestandone 82. La sus law permetteva infatti alla polizia di arrestare un individuo sulla base del solo sospetto che esso potesse commettere o stesse per commettere un reato, e non cogliendolo nel momento del crimine vero e proprio. Alcuni membri della comunità afro-caraibica denunciarono che la polizia arrestava persone di colore senza nessuna ragione specifica. 
Tutto questo accrebbe il forte disagio tra la popolazione di Brixton.
Di questi primi eventi la stampa locale, secondo Les Back, riportò il tutto rispettando la realtà dei fatti; quella nazionale invece diffuse una versione dell'accaduto ricca di falsità e intrisa di razzismo. La prima pagina del London Evening Standard, ad esempio, pubblicò la foto di un poliziotto con il volto insanguinato come risposta alla marcia dei manifestanti, definita da questi "un'ottima giornata".

## La morte di Michael Bailey
Il malcontento arrivò al suo picco il 10 aprile 1981. Intorno alle cinque del pomeriggio Michael Bailey, un ragazzo di colore appartenente alla comunità afro-caraibica, fu fermato da un agente di polizia e successivamente ritrovato dai suoi compagni in gravi condizioni fisiche, con ferite da quattro coltellate. 
Si radunò la folla che, dato che la polizia non prendeva alcun provvedimento per il medicamento del giovane ferito, cercò di intervenire. Successivamente, la polizia si decise ad agire, cercando di allontanare il ragazzo dalla calca per caricarlo in un'auto su Railton Road, ma era troppo tardi: questo atteggiamento fece infuriare la folla, che aggredì gli agenti. 
Michael, nel caos della rivolta, fu portato d'urgenza in ospedale ma le sue condizioni erano ormai pessime. Sul suo caso si diffusero diverse voci: alcune riferivano che il ragazzo era stato ucciso dalla polizia, mentre altre che i poliziotti arrivati sul luogo pensavano che Bailey stesse fingendo di esser stato accoltellato. 
La tensione in Railton Road aumentò ancora a causa dell'aumento del numero di pattuglie della polizia. Nonostante la criticità della situazione, gli agenti continuarono con l'operazione 'Swamp' fino a sabato 11 aprile.

## Bloody Saturday
Il Bloody Saturday ( o "Sabato nero") fu il giorno in cui la rivolta arrivò al suo culmine.
Presumibilmente gli abitanti del quartiere credettero che il giovane morì a causa dell'aggressione dell'agente. A ciò si aggiunse la perquisizione di una minicab in Railton Road conclusasi con l'arresto del suo passeggero. Fu la goccia che fece traboccare il vaso. Alle cinque del pomeriggio dell'11 aprile Brixton si trasformò in un campo di battaglia.
Solo quattro ore più tardi, la BBC riportava 46 feriti tra i poliziotti.
Durante gli scontri furono saccheggiati negozi e vennero appiccati numerosi incendi. 
I vigili del fuoco intervennero ma furono costretti a battere in ritirata dalla folla agguerrita e armata di bottiglie e mattoni che prese di mira anch'essi.
Ormai in difficoltà, la polizia locale chiese i rinforzi alla polizia centrale di Londra. Gli agenti coinvolti nella rivolta non avevano a disposizione né un buon piano con cui provare a reprimere la rivolta né delle divise adeguate, in quanto erano dotati solo di elmetti e scudi non resistenti al calore. 
L'unica tattica messa in campo fu quella di concentrare buona parte dei ribelli nell'area compresa fra Railton, Mayall e Atlantic Road.
Nonostante questa tattica avesse provocato un'escalation di tensione, alcuni cittadini iniziarono a cercare un dialogo con gli agenti della polizia chiedendo la diminuzione delle pattuglie nella zona. Questo tentativo ebbe vita breve perché la richiesta fu respinta; la furia della rivolta scoppiò, dunque, in altri violentissimi scontri. Vennero incendiati due pub, 26 negozi, scuole e altre strutture pubbliche.
Intorno alle 9 di sera, oltre 1000 agenti furono mandati a Brixton. Facendo notevole pressione sui ribelli, riuscirono a sedare la rivolta. I vigili del fuoco poterono finalmente a entrare in azione e operarono fino al mattino seguente. Il numero degli agenti salì ancora, fino a raggiungere 2500 poliziotti nel quartiere. Nelle prime ore della domenica mattina il caos si placò del tutto.

## Esiti
Durante la rivolta 299 poliziotti vennero feriti, 65 edifici pubblici, 61 automobili private e 56 veicoli della polizia vennero danneggiati o distrutti; 28 i locali bruciati e 117 quelli colpiti e saccheggiati. Gli arresti avvenuti durante la rivolta arrivarono a 82.

## Conseguenze
Tra il 3 e l'11 luglio del 1981 a Handsworth (Birmingham), a Southall (Londra), a Toxteth (Liverpool), Hyson Green (Nottingham) e a Moss Side (Manchester) sull'esempio della rivolta di Brixton e dato il malcontento generato da motivazioni razziali e sociali, aumentò la tensione tra la popolazione. 
Disordini si ebbero anche a Leeds (Leicester), a Southampton, Halifax, Bedford, Gloucester, Wolverhampton, Coventry, Bristol, e infine anche a Edimburgo.
Le tensioni razziali giocarono un ruolo di primaria importanza in questi disordini, che scoppiarono soprattutto lì dov'erano più alti i tassi di disoccupazione e povertà.

## Le inchieste

### Lo Scarman Report
Il primo segretario dell'Irlanda del Nord, William Whitelaw, incaricò Lord Scarman di svolgere un'inchiesta pubblica sulla rivolta. Il rapporto di quest'ultimo fu pubblicato da Susana De Freitas il 25 novembre 1981.
Scarman rilevò un uso ingiustificato e sproporzionato e indiscreto dello stop and search da parte della polizia contro i gruppi di colore. Scarman concluse il suo rapporto dicendo che "complessi fattori politici, sociali ed economici" finirono per creare una "inclinazione alla rivolta".
A partire da questo rapporto fu elaborato il nuovo codice di comportamento di polizia, che fu successivamente inserito nel Police and criminal evidence act nel 1984. Per tentare di ripristinare la fiducia dei cittadini nella polizia, fu creato anche un corpo indipendente chiamato Police Complaints Authority, istituito ufficialmente nel 1985.

### Il Macpherson Report
In un altro rapporto del 1999, il Macpherson Report, era spiegato il perché del fallimento della polizia: essa creò, in un momento già difficile e socialmente ed economicamente instabile, una vera e propria persecuzione dei sospetti che venivano arrestati attraverso lo stop and search. Esso spiegava anche come le raccomandazioni del report di Scarman del 1981 furono ignorate, e concludeva dicendo che la polizia era stata istituzionalmente razzista. 
Questa inchiesta, comunque, non trattò direttamente gli eventi della rivolta di Brixton e discordava con la conclusione di quello di Scarman.

### BBC Radio
La BBC Radio 4 mandò in onda il 25 marzo 2011 i ricordi dei partecipanti (sia dal lato della polizia che da quello dei cittadini di colore di Brixton).

### I commenti
Il 13 aprile Margaret Thatcher commentò il caso di Brixton annunciando che "nulla, davvero nulla giustifica ciò che è accaduto", nonostante l'evidente e inarrestabile crescita della disoccupazione. Il tasso di disoccupazione generale a Brixton, appunto, era arrivato nel 1981 al 13%, che saliva al 25,4% se si prendevano in considerazione le sole minoranze etniche. La percentuale stimata di disoccupazione tra i giovani neri era del 55%. 
Non autorizzando alcun aumento degli investimenti nei quartieri più poveri delle città inglesi, la Thatcher aggiunse che "il denaro non potrà mai comprare né la fiducia né la stabilità razziale". Il risultante dei fatti è che non fece nulla al riguardo. 
Il leader del Lambeth London Borough Council, Ted Knight, denunciò invece che la presenza della polizia "servì a creare un esercito di occupazione" che pose le basi per lo scoppio della rivolta.